# Dipsacales
Dipsacales представља ред скривеносеменица. Садржи две породице: Adoxaceae и Caprifoliaceae. Најпознатији родови су Lonicera, Sambucus, Viburnum, Valeriana и други.